# إن شاء لله (رواية)
إن شاء الله (بالإيطالية: Insciallah)‏ رواية باللغة الإيطالية للكاتبة والصحفية الإيطالية أوريانا فالاتشي (بالإيطالية: Oriana Fallaci)‏ وتدور حول شخصية مجنّد إيطالي في قوات حفظ السلام الدولية في بيروت، لبنان عام 1983. صدرت الرواية عام 1991.